# Рахманова, Зилол
Зилол Рахманова (тадж. Зилол Рахмонова; 1929 год — 2001 год) — звеньевая колхоза имени Ленина Колхозабадского района Кулябской области, Таджикская ССР. Герой Социалистического Труда (1951).
Родилась в 1929 году в семье дехканина в кишлаке Хулбуки.
Трудилась рядовой колхозницей, звеньевой, бригадиром, заместителем председателя колхоза имени Ленина Колхозабадского района.
В 1950 году звено Зилол Рахмановой собрало высокий урожай хлопка-сырца. Указом Президиума Верховного Совета СССР от 17 апреля 1951 года «за получение высоких урожаев хлопка в 1950 году на поливных землях» удостоена звания Героя Социалистического Труда с вручением Ордена Ленина и золотой медали Серп и Молот.
В последующие годы за высокие трудовые достижения была награждена вторым Орденом Ленина.
Награды
- Герой Социалистического Труда
- Орден Ленина — дважды
- Почётная Грамота Президиума Верховного Совета Таджикской ССР.